# Императорский гараж
Импера́торский гара́ж — комплекс исторических зданий в Пушкине. Построен в 1906—1915 гг. Выявленный объект культурного наследия. Расположен на Академическом проспекте, дома № 2—6.

## История
Покупкой автомобилей для Николая II в начале XX века занимался князь В. Н. Орлов, и купленные им первые императорские автомобили появились в Царском Селе в начале 1906 года. Тогда же началось строительство первого здания гаража (нынешний дом № 4) на закрытой территории рядом с Александровским дворцом. Автором проекта был архитектор Царскосельского дворцового управления С. А. Данини.

Автомобиль на лыжно-гусеничном ходу на территории императорского гаража

На первом этаже разместились боксы, мастерские и каретный сарай. На втором, деревянном этаже проживали служащие. Второе здание в комплексе (нынешний дом № 2) построено в 1908 году архитектором В. А. Липским для размещения гаража-резиденции начальника технической службы и личного императорского шофёра. К тому времени размеры императорского парка достигли почти 50 машин. В 1913 году было построено новое крупное здание, так называемый «Белый гараж» (дом № 6), вмещавший 40 автомобилей, по проекту архитектора А. К. Миняева.
После Октябрьской революции здания гаража продолжали использоваться по назначению как автоконюшенная база, потом мотороремонтный завод. После Великой Отечественной войны здания переданы Ленинградскому сельскохозяйственному институту, в пользовании которого (ныне СПбГАУ) они остаются и поныне. В комплексе гаража размещалась кафедра автомобилей и тракторов (ныне кафедра сельскохозяйственных машин), а также военная кафедра и кафедра охраны труда.

## Архитектура

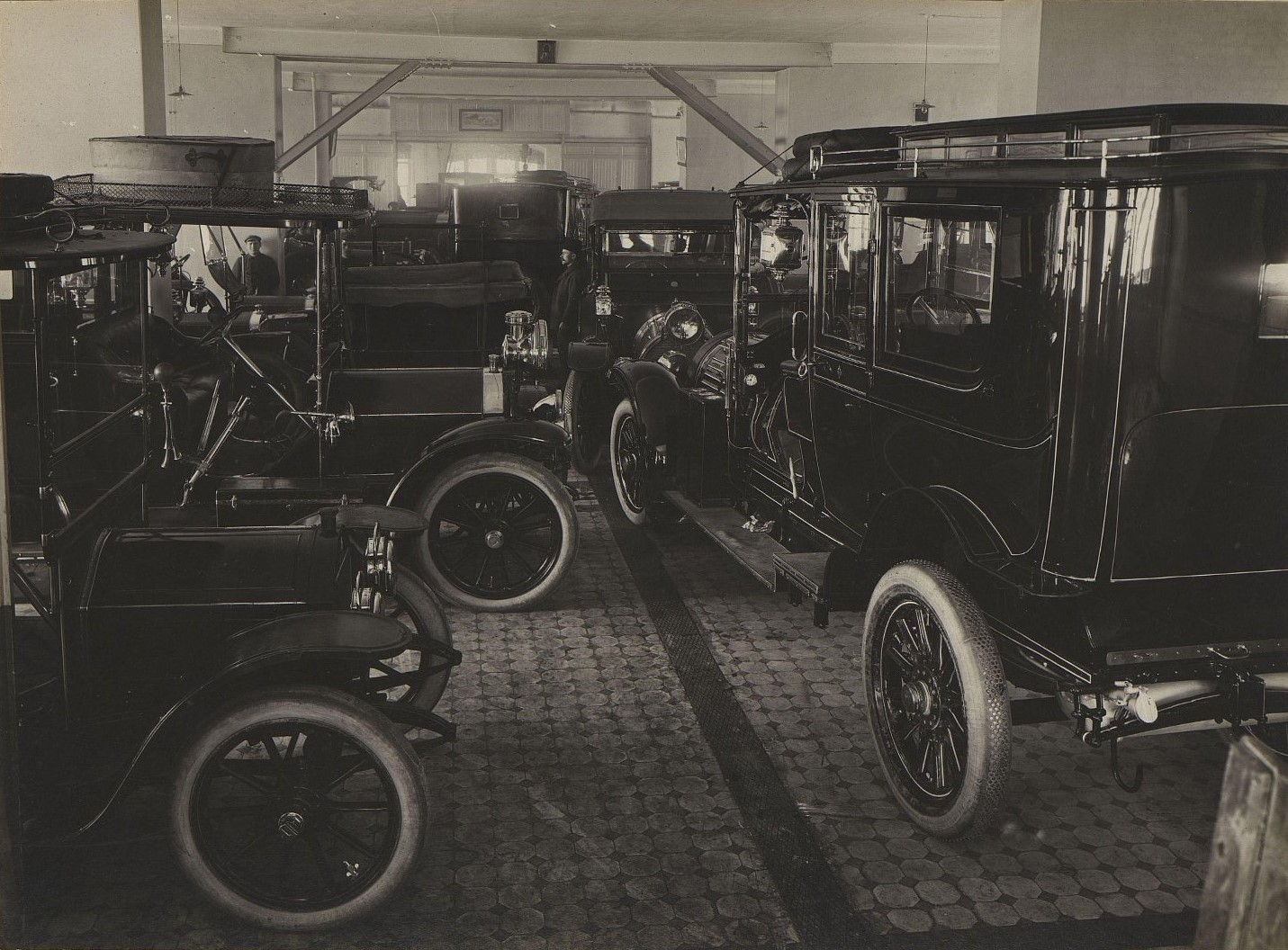
Автомобили в дворцовом гараже. 1910-1916 года.

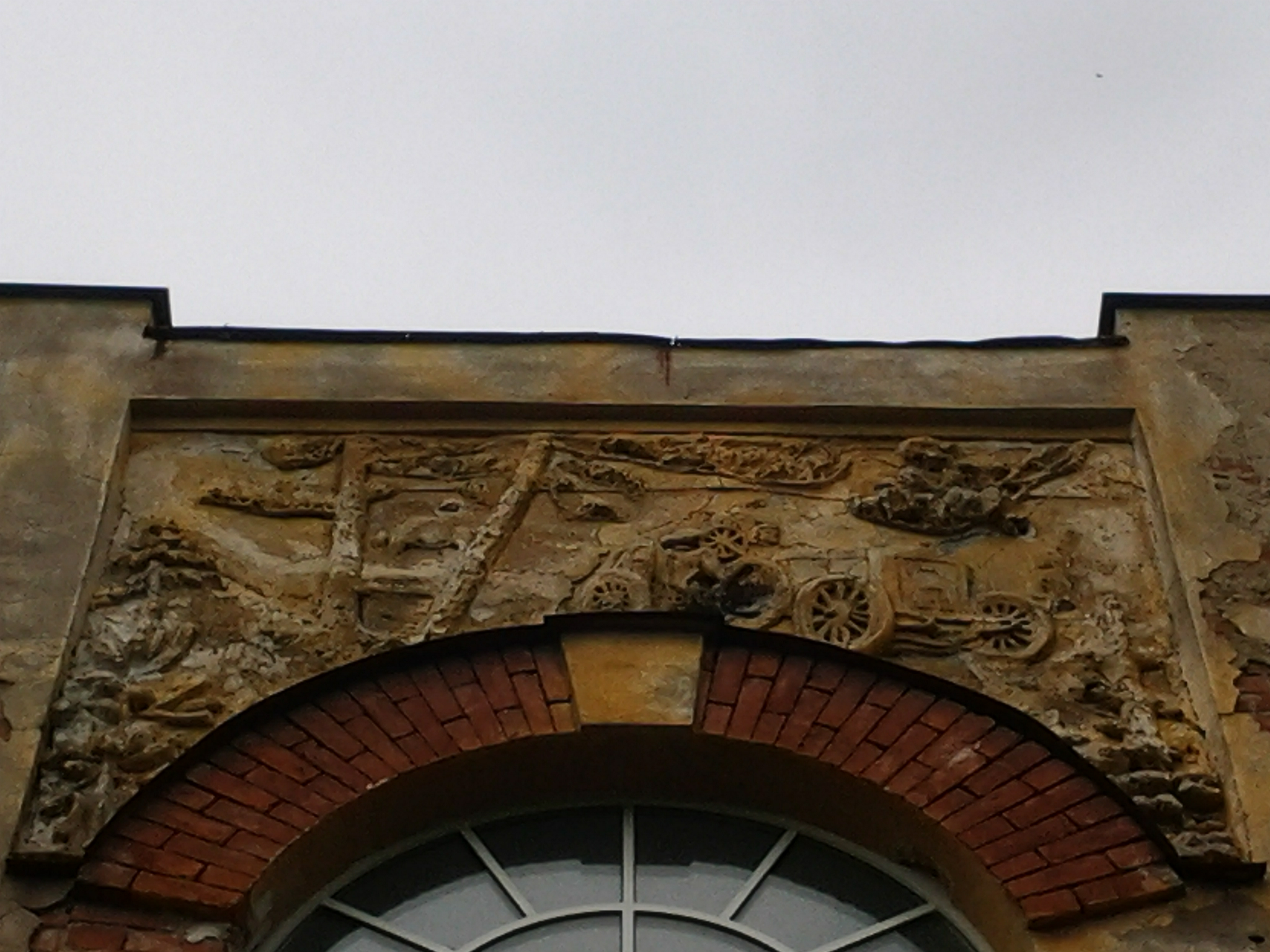
Барельефное изображение первых автогонок на фасаде дома № 2

Первое здание (дом № 4) напоминает английский коттедж с имитацией фахверка в верхнем деревянном этаже. Второе здание (дом № 2) построено в стиле модерн. На центральном фасаде, над входом, сохранился барельеф с изображением первых автогонок, проводившихся в Царском Селе. Третье здание (дом № 6) представляло собой единый зал-манеж, внешне оформленный в стиле неоклассицизма и напоминавший гараж в Ливадии. На торцевых фасадах здания — тройной арочный проём, окантованный сверху рустом.